# Refuge du Lac du Lou
Le refuge du Lac du Lou est un refuge situé en France, dans le département de la Savoie, en région Auvergne-Rhône-Alpes, sur la commune de Saint-Martin-de-Belleville, sur la rive nord du lac du Lou.

## Caractéristiques et informations
Le refuge du Lac du Lou est gardé de mi-décembre à fin avril et de mi-juin à mi-septembre. Il est possible de se restaurer et d'y passer la nuit sur réservation.

## Accès
En été, à l’arrivée aux Menuires, prendre le contournement du village (à droite) en direction de Val Thorens. Le départ se fait au Plan de l’Eau des Bruyères (sentier 12) ou Chez Pépé Nicolas (sentier 13). Il est possible de parcourir une boucle. Arrivé au refuge, le principal point d'intérêt est le lac.
En hiver, l'accès s'effectue en raquettes ou en ski de randonnée au départ du Plan de l’Eau. Le sentier est balisé (panneaux bleus « refuge du Lac du Lou »). Ce sentier est toutefois un itinéraire hors-piste non sécurisé. Il est possible de pratiquer le ski hors-piste depuis la pointe de la Masse, Boismint ou la cime Caron.

## Traversées
- Le lac de Pierre Blanche